# Flughafen Kimberley

i7
i11
i13
Der Flughafen Kimberley (englisch Kimberley Airport, IATA-Code: KIM, ICAO-Code: FAKM) ist der Flughafen der Stadt Kimberley in der südafrikanischen Provinz Nordkap.

## Geschichte
Die Luftfahrtindustrie in Kimberley hat eine lange Geschichte, die bis in die frühen 1900er Jahre zurückreicht. Im Jahre 1930 wurde der Kimberley Airport als der Flughafen mit den besten Einrichtungen für die nächtliche Landung in Afrika bewertet. Während des Krieges trainierten auf dem Kimberley Airport Kampfpiloten von der Union Defence Force.
Der Flughafen hatte 2016/17 ein Passagieraufkommen von 177.260.

## Fluggesellschaften und Ziele
Vom Flughafen fliegen die Gesellschaften Airlink und CemAir nach Johannesburg–OR Tambo und Kapstadt.